# 17 pluviôse
17 nivôse 17 ventôse
Le septidi 17 pluviôse, officiellement dénommé jour du lichen, est le 137e jour de l'année du calendrier républicain.
C'était généralement le 5e jour du mois de février dans le calendrier grégorien.

## Événements
- 17 pluviôse an II (5 février 1794) : Bataille du camp des Sans Culottes, à proximité de Saint-Jean-de-Luz.